# Muritiba (kommun)
Muritiba är en kommun i Brasilien.   Den ligger i delstaten Bahia, i den östra delen av landet, 1 000 km öster om huvudstaden Brasília. Antalet invånare är 28 897.
Omgivningarna runt Muritiba är en mosaik av jordbruksmark och naturlig växtlighet. Runt Muritiba är det tätbefolkat, med 383 invånare per kvadratkilometer.